# Матчи сборной Москвы по футболу (1929)
Сезон 1929 года стал 23-м в истории сборной Москвы по футболу.
В нем сборная провела 7 официальных матчей — все товарищеские междугородние: по два со сборной Ленинграда (один из них в рамках матча городов) и сборной Николаева, по одному со сборными Одессы, Киева и Харькова, а также 27 неофициальных (в том числе 8 международных с «рабочими» командами Эстонии, Германии, Финляндии и Дании).

## Классификация матчей
По установившейся в отечественной футбольной истории традиции официальными принято считать матчи первой сборной с эквивалентным по статусу соперником (сборные городов, а также регионов и республик); матчи с клубами Москвы и других городов составляют отдельную категорию матчей.
Международные матчи также разделяются на две категории: матчи с соперниками топ-уровня (в составах которых выступали футболисты, входящие в национальные сборные либо выступающие в чемпионатах (лигах) высшего соревновательного уровня своих стран — как профессионалы, так и любители) и (начиная с 1920-х годов) международные матчи с так называемыми «рабочими» командами (состоявшими, как правило, из любителей невысокого уровня).

## Статистика сезона
| 1929              |                                                           |     |
| МГ 49             | Москва — Ленинград                                        | 4:1 |
| Н (1)             | Москва-II — Ленинград                                     | 3:2 |
| Н (2)             | Москва (химики) — Эстония («рабочая»)                     | 6:2 |
| Н (3)             | Москва (металлисты) — Ленинград (металлисты)              | 1:4 |
| Н (4)             | Москва (МГСПС) — Харьков (ХОСПС)                          | 3:0 |
| МГ 50             | Москва — Николаев                                         | 3:6 |
| Н (5)             | Москва — «Металлист» Николаев                             | 4:0 |
| Н (6)             | Москва (МГСПС) — КОР Москва                               | 1:2 |
| Н (7)             | Москва — Одесса-II                                        | 5:0 |
| МГ 51             | Москва — Одесса                                           | 1:3 |
| Н (8)             | Москва (МГСПС) — Свердловск-II                            | 5:1 |
| Н (9)             | Москва (МГСПС) — Свердловск                               | 5:0 |
| Н (10)            | Москва — Киев (КОСПС)                                     | 6:3 |
| МГ 52             | Москва — Киев                                             | 1:2 |
| Н (11)            | Москва (МГСПС) — Пермь-II                                 | 6:6 |
| Н (12)            | Москва (МГСПС) — Пермь                                    | 4:1 |
| Н (13)            | Москва — Харьков-II                                       | 4:0 |
| МГ 53             | Москва — Харьков                                          | 5:1 |
| Н (14)            | Москва — «Пищевики» (сборная)                             | 2:3 |
| Н (15)            | Москва — «Динамо» (сборная)                               | 2:6 |
| Н (16)            | Москва — Хельсинки, Финляндия («рабочая»)                 | 4:2 |
| Н (17)            | Москва-II — Хельсинки, Финляндия («рабочая»)              | 3:0 |
| Н (18)            | Москва-II — Коломна                                       | 4:1 |
| МГ 54             | Москва — Николаев                                         | 3:2 |
| Н (19)            | Москва-II — Николаев                                      | 0:0 |
| МГ 55             | Москва — Ленинград                                        | 1:3 |
| Н (20)            | Москва — Ленинград-II                                     | 1:1 |
| Н (21)            | Москва (молодежная) — Западная Германия («рабочая»)       | 4:0 |
| Н (22)            | Москва (молодежная) — «Юру» Выборг, Финляндия («рабочая») | 6:0 |
| Н (23)            | Москва (молодежная) — Финляндия («рабочая»)               | 0:3 |
| Н (24)            | Москва (Военвед) — Москва (МОСПС)                         | 4:2 |
| Н (25)            | Москва — «Трехгорка»                                      | 1:0 |
| Н (26)            | Москва — Западная Германия («рабочая»)                    | 1:0 |
| Н (27)            | Москва — Дания («рабочая»)                                | 6:1 |
| Итого             |                                                           |     |
| И В Н П М         |                                                           |     |
| 7 3 0 4 18 − 18   |                                                           |     |
| 27 19 3 5 91 − 40 |                                                           |     |

## Официальные матчи

### 103. Москва — Ленинград — 4:1
Междугородний товарищеский матч 49 — матч городов (отчет ).

| Москва                                             | 4:1 | Ленинград             |
| -------------------------------------------------- | --- | --------------------- |
| - В.Блинков 24′ - Н.Старостин 31′ - Павлов 75′ 80′ |     | - 72′ Г.Архангельский |

| Игрок                     | Клуб        |                | Вышел на замену | Гол   |
| ------------------------- | ----------- | -------------- | --------------- | ----- |
| Леонов, Михаил            | «Трёхгорка» | Серебряный гол | 19              | (-29) |
|                           |             |                |                 |       |
| Старостин, Александр      | «Пищевики»  |                | 9               |       |
| Фомин, Константин         | «Динамо»    |                | 1               |       |
|                           |             |                |                 |       |
| Егоров, Сергей            | «Пищевики»  |                | 15              | 1     |
| Селин, Фёдор              | «Динамо»    |                | 39              | 25    |
| Никишин, Евгений          | ЦДКА        |                | 22              | 1     |
|                           |             |                |                 |       |
| Старостин, Николай        | «Пищевики»  | Гол            | 29              | 31    |
| Блинков, Владимир         | РКимА       | Гол            | 11              | 7     |
| Исаков, Петр              | «Пищевики»  |                | 32              | 16    |
| Павлов, Василий           | «Динамо»    | Гол · Гол      | 1               | 2     |
| Холин, Александр          | «Трёхгорка» |                | 27              | 12    |
| Тренер                    |             |                |                 |       |
| Козлов, Михаил Степанович |             |                | 1               |       |

| Ленинград       |     |
| --------------- | --- |
| Н.Соколов       |     |
|                 |     |
| А.Корнилов      |     |
| Ежов            |     |
|                 |     |
| П.Филиппов      |     |
| А.Феоктистов    |     |
| Беляков         |     |
|                 |     |
| П.Григорьев     |     |
| М.Бутусов       |     |
| Г.Архангельский | Гол |
| Б.Шелагин       |     |
| Кусков          |     |

### 104. Москва — Николаев — 3:6
Междугородний товарищеский матч 50 (отчет ).

| Москва                                       | 3:6 | Николаев                                              |
| -------------------------------------------- | --- | ----------------------------------------------------- |
| - В.Блинков 46′ (пен.) 52′ (пен.) 79′ (пен.) |     | - 20′ 32′ 63′ Омельченко - 68′ 73′ ~85′ Г.Полегенький |

| Игрок                     | Клуб        | | Вышел на замену | Гол   |
| ------------------------- | ----------- | --------------------------------------------------------------------------------------------------- | --------------- | ----- |
| Леонов, Михаил            | «Трёхгорка» | Серебряный гол · Серебряный гол · Серебряный гол · Серебряный гол · Серебряный гол · Серебряный гол | 20              | (-35) |
|                           |             | |                 |       |
| Соколов, Михаил           | ОРК         | | 5               |       |
| Попов, Пётр               | «Пищевики»  | | 7               |       |
|                           |             | |                 |       |
| Егоров, Сергей            | «Пищевики»  | | 16              | 1     |
| Коротков, Александр       | РКимА       | | 1               |       |
| Никишин, Евгений          | ЦДКА        | | 23              | 1     |
|                           |             | |                 |       |
| Бочков, Борис             | ЦДКА        | | 1               |       |
| Блинков, Владимир         | РКимА       | Гол · Гол · Гол                                                                                     | 12              | 10    |
| Загрядсков, Михаил        | КОР         | | 6               |       |
| Гуров, Алексей            | ОРК         | | 1               |       |
| Холин, Александр          | «Трёхгорка» | | 28              | 12    |
| Тренер                    |             | |                 |       |
| Козлов, Михаил Степанович |             | | 2               |       |

| Николаев      |                 |
| ------------- | --------------- |
| Козырский     |                 |
|               |                 |
| Булгаков      |                 |
| Курдюков      |                 |
|               |                 |
| Грушин        |                 |
| Козлов        |                 |
| Деркаченко    |                 |
|               |                 |
| Гичкин        |                 |
| Кондратенко   |                 |
| Г.Полегенький | Гол · Гол · Гол |
| Андреев       |                 |
| Омельченко    | Гол · Гол · Гол |

### 105. Москва — Одесса — 1:3
Междугородний товарищеский матч 51 (отчет ).

| Москва           | 1:3 | Одесса                          |
| ---------------- | --- | ------------------------------- |
| - В.Блинков 1:1′ |     | - 20′ 1:2′ 1:3′ (пен.) А.Штрауб |

| Игрок                     | Клуб        |                                                  | Вышел на замену | Гол   |
| ------------------------- | ----------- | ------------------------------------------------ | --------------- | ----- |
| Леонов, Михаил            | «Трёхгорка» | Серебряный гол · Серебряный гол · Серебряный гол | 21              | (-38) |
|                           |             |                                                  |                 |       |
| Пчеликов, Павел           | ЦДКА        |                                                  | 10              |       |
| Попов, Пётр               | «Пищевики»  |                                                  | 8               |       |
|                           |             |                                                  |                 |       |
| Коротков, Александр       | РКимА       |                                                  | 2               |       |
| Майоров, Михаил           | КОР         |                                                  | 1               |       |
| Никишин, Евгений          | ЦДКА        |                                                  | 24              | 1     |
|                           |             |                                                  |                 |       |
| Бочков, Борис             | ЦДКА        |                                                  | 2               |       |
| Леута, Станислав          | «Пищевики»  |                                                  | 13              |       |
| Блинков, Владимир         | РКимА       | Гол                                              | 13              | 11    |
| Гуров, Алексей            | ОРК         |                                                  | 2               |       |
| Холин, Александр          | «Трёхгорка» |                                                  | 29              | 12    |
| Тренер                    |             |                                                  |                 |       |
| Козлов, Михаил Степанович |             |                                                  | 3               |       |

| Одесса         |                 |
| -------------- | --------------- |
| Клименко       |                 |
|                |                 |
| Чистов         |                 |
| Кусинский      |                 |
|                |                 |
| Бенген         |                 |
| Звенигородский |                 |
| Афанасьев      |                 |
|                |                 |
| Р.Штрауб       |                 |
| А.Штрауб       | Гол · Гол · Гол |
| Галинский      |                 |
| Злочевский     |                 |
| Михлин         |                 |

### 106. Москва — Киев — 1:2
Междугородний товарищеский матч 52 (отчет ).

| Москва           | 1:2 | Киев                            |
| ---------------- | --- | ------------------------------- |
| - В.Блинков 1:2′ |     | - 0:1′ Фенцель - 0:2′ Садовский |

| Игрок                     | Клуб        |                                 | Вышел на замену | Гол   |
| ------------------------- | ----------- | ------------------------------- | --------------- | ----- |
| Леонов, Михаил            | «Трёхгорка» | Серебряный гол · Серебряный гол | 22              | (-39) |
|                           |             |                                 |                 |       |
| Пчеликов, Павел           | ЦДКА        |                                 | 11              |       |
| Попов, Пётр               | «Пищевики»  |                                 | 9               |       |
|                           |             |                                 |                 |       |
| Егоров, Сергей            | «Пищевики»  |                                 | 17              | 1     |
| Коротков, Александр       | РКимА       |                                 | 3               |       |
| Никишин, Евгений          | ЦДКА        |                                 | 25              | 1     |
|                           |             |                                 |                 |       |
| Бочков, Борис             | ЦДКА        |                                 | 3               |       |
| Леута, Станислав          | «Пищевики»  |                                 | 14              |       |
| Блинков, Владимир         | РКимА       | Гол                             | 14              | 12    |
| Гуров, Алексей            | ОРК         |                                 | 3               |       |
| Холин, Александр          | «Трёхгорка» |                                 | 30              | 12    |
| Тренер                    |             |                                 |                 |       |
| Козлов, Михаил Степанович |             |                                 | 4               |       |

| Киев         |     |
| ------------ | --- |
| Ямковой      |     |
|              |     |
| Весеньев     |     |
| М.Денисов    |     |
|              |     |
| Тютчев       |     |
| Пионтковский |     |
| Юкельзон     |     |
|              |     |
| Фенцель      | Гол |
| Малхасов     |     |
| Сердюк       |     |
| Садовский    | Гол |
| Печеный      |     |

### 106. Москва — Харьков — 5:1
Междугородний товарищеский матч 53 (отчет ).

| Москва | 5:1 | Харьков |
| ------ | --- | ------- |
|        |     |         |

| Игрок                     | Клуб        |                | Вышел на замену | Гол   |
| ------------------------- | ----------- | -------------- | --------------- | ----- |
| Леонов, Михаил            | «Трёхгорка» | Серебряный гол | 23              | (-40) |
|                           |             |                |                 |       |
| Старостин, Александр      | «Пищевики»  |                | 10              |       |
| Попов, Пётр               | «Пищевики»  |                | 10              |       |
|                           |             |                |                 |       |
| Пчеликов, Павел           | ЦДКА        |                | 12              |       |
| Коротков, Александр       | РКимА       |                | 4               |       |
| Егоров, Сергей            | «Пищевики»  |                | 18              | 1     |
|                           |             |                |                 |       |
| Старостин, Николай        | «Пищевики»  |                | 30              | 31    |
| Блинков, Владимир         | РКимА       |                | 15              | 12    |
| Исаков, Петр              | «Пищевики»  |                | 33              | 16    |
| Гуров, Алексей            | ОРК         |                | 4               |       |
| Холин, Александр          | «Трёхгорка» |                | 31              | 12    |
| Тренер                    |             |                |                 |       |
| Козлов, Михаил Степанович |             |                | 5               |       |

| Харьков      |  |
| ------------ |  |
| Бабкин       |  |
|              |  |
| П.Семенов    |  |
| Бобрышев     |  |
|              |  |
| Ус           |  |
| Капустин     |  |
| Привалов     |  |
|              |  |
| Сирота       |  |
| Лесной       |  |
| Алферов      |  |
| Паровышников |  |
| Овчаренко    |  |

### 108. Москва — Николаев — 3:2
Междугородний товарищеский матч 54 (отчет ).

| Москва                                  | 3:2 | Николаев                                             |
| --------------------------------------- | --- | ---------------------------------------------------- |
| - Козлов 31′ (авт.) - В.Блинков 35′ 36′ |     | - 63′ (пен.) 79' (пен.) Г.Полегенький - 83′ (пен.) ? |

| Игрок                     | Клуб       |                                 | Вышел на замену | Гол  |
| ------------------------- | ---------- | ------------------------------- | --------------- | ---- |
| Филиппов, Иван            | «Пищевики» | Серебряный гол · Серебряный гол | 1               | (-2) |
|                           |            |                                 |                 |      |
| Старостин, Александр      | «Пищевики» |                                 | 11              |      |
| Фомин, Константин         | «Динамо»   |                                 | 2               |      |
|                           |            |                                 |                 |      |
| Пчеликов, Павел           | ЦДКА       |                                 | 13              |      |
| Селин, Фёдор              | «Динамо»   |                                 | 40              | 25   |
| Леута, Станислав          | «Пищевики» |                                 | 15              |      |
|                           |            |                                 |                 |      |
| Старостин, Николай        | «Пищевики» |                                 | 31              | 31   |
| Блинков, Владимир         | РКимА      | Гол · Гол                       | 16              | 14   |
| Иванов, Сергей            | «Динамо»   |                                 | 5               | 7    |
| Павлов, Василий           | «Динамо»   |                                 | 2               | 2    |
| Прокофьев, Валентин       | «Динамо»   |                                 | 7               | 3    |
| Тренер                    |            |                                 |                 |      |
| Козлов, Михаил Степанович |            |                                 | 6               |      |

| Николаев      |     |
| ------------- | --- |
| Козырский     |     |
|               |     |
| Булгаков      |     |
| Деркаченко    |     |
|               |     |
| Грушин        |     |
| Козлов        |     |
| Курдюков      |     |
|               |     |
| Гичкин        |     |
| Кондратенко   |     |
| Г.Полегенький | Гол |
| Калмыков      |     |
| Омельченко    |     |

### 109. Москва — Ленинград — 1:3
Междугородний товарищеский матч 55 (отчет ).

| Москва                                              | 1:3 | Ленинград                                  |
| --------------------------------------------------- | --- | ------------------------------------------ |
| - В.Блинков 34' (пен.) 78' (пен.) - Н.Старостин 61′ |     | - 22′ (пен.) Пав.Попов - 34′ 75′ М.Бутусов |

| Игрок                     | Клуб         |                                                  | Вышел на замену | Гол  |
| ------------------------- | ------------ | ------------------------------------------------ | --------------- | ---- |
| Филиппов, Иван            | «Пищевики»   | Серебряный гол · Серебряный гол · Серебряный гол | 2               | (-5) |
|                           |              |                                                  |                 |      |
| Пчеликов, Павел           | ЦДКА         |                                                  | 14              |      |
| Соколов, Михаил           | «Пролетарий» |                                                  | 6               |      |
|                           |              |                                                  |                 |      |
| Егоров, Сергей            | «Пищевики»   |                                                  | 19              | 1    |
| Селин, Фёдор              | «Динамо»     |                                                  | 41              | 25   |
| Никишин, Евгений          | ЦДКА         |                                                  | 26              | 1    |
|                           |              |                                                  |                 |      |
| Старостин, Николай        | «Пищевики»   | Гол                                              | 32              | 32   |
| Блинков, Владимир         | РКимА        |                                                  | 17              | 14   |
| Леута, Станислав          | «Пищевики»   |                                                  | 16              |      |
| Павлов, Василий           | «Динамо»     |                                                  | 3               | 2    |
| Ильин, Сергей             | ЦДКА         |                                                  | 1               |      |
| Тренер                    |              |                                                  |                 |      |
| Козлов, Михаил Степанович |              |                                                  | 7               |      |

| Ленинград   |           |
| ----------- | --------- |
| Н.Соколов   |           |
|             |           |
| Юденич      |           |
| В.Топталов  |           |
|             |           |
| Пав.Попов   | Гол       |
| Батырев     |           |
| Беляков     |           |
|             |           |
| П.Григорьев |           |
| Ивин        |           |
| М.Бутусов   | Гол · Гол |
| Мурашев     |           |
| Кусков      |           |

## Неофициальные матчи
1. Товарищеский матч
| Москва (II)             | 3:2 | Ленинград              |
| ----------------------- | --- | ---------------------- |
| - Вал.Прокофьев - Леута |     | - П.Григорьев - Кусков |

| Москва (II): И.Филиппов - Пчеликов, П.Попов - Столяров, А.Коротков, М.Майоров - Бочков, Леута, Б.Ковалев, Гуров, Вал.Прокофьев |

2. Международный товарищеский  матч
| Москва («химики») | 6:2 | Эстония («раб») |
| ----------------- | --- | --------------- |
|                   |     |                 |

3. Турнир трёх городов
| Москва («металлисты») | 1:4 | Ленинград («металлисты») |
| --------------------- | --- | ------------------------ |
|                       |     |                          |

4. Товарищеский матч
| Москва (МГСПС) | 3:0 | Харьков (ХОСПС) |
| -------------- | --- | --------------- |
|                |     |                 |

| Москва: И.М.Филиппов - Н.Родионов, Макаров - И.И.Филиппов, Ан.Старостин, Литвейко - А.Семенов, Вик.Прокофьев, Кривоносов, А.Поляков, Шапошников Харьков: Бабкин - Бобрышев, П.Семенов - Дюженко, Горовой, Капустин - Овчаренко, Паровышников, Алферов, Зуб, Сирота |

5. Товарищеский матч
| Москва                          | 3:0 | «Металлист» Николаев |
| ------------------------------- | --- | -------------------- |
| - Блинков (пен.) (пен.) - Леута |     |                      |

6. Товарищеский матч
| Москва (МГСПС) | 1:2 | КОР Москва |
| -------------- | --- | ---------- |
|                |     |            |

| Москва: Холмогоров - С.Поляков, Потапов - С.Беляев, Якушин, Дергачев - Н.Баранов, В.Зайцев, Кузнецов, Чеснов, А.Емельянов |

7. Товарищеский матч
| Москва                                   | 5:0 | Одесса (II) |
| ---------------------------------------- | --- | ----------- |
| - Блинков 16′ - Холин ~20′ - Бочков ~25′ |     |             |

| Москва: В.Матвеев - Пчеликов, П.Попов - А.Коротков, М.Майоров, Никишин - Бочков, С.Егоров, В.Блинков, Гуров, Холин Одесса (II): Ильин - Чаругин, Волин - Бенген, Дубский, Брагин - Красильников, Федюшкин, Лагуткин, Кантемиров, Левков |

8. Товарищеский матч
| Москва (МГСПС) | 5:1 | Свердловск (II) |
| -------------- | --- | --------------- |
|                |     |                 |

9. Товарищеский матч
| Москва (МГСПС) | 5:0 | Свердловск |
| -------------- | --- | ---------- |
|                |     |            |

10. Товарищеский матч
| Москва | 6:3 | Киев (КОСПС) |
| ------ | --- | ------------ |
|        |     |              |

11. Товарищеский матч
| Москва (МГСПС) | 6:6 | Пермь (II) |
| -------------- | --- | ---------- |
|                |     |            |

12. Товарищеский матч
| Москва (МГСПС) | 4:1 | Пермь |
| -------------- | --- | ----- |
|                |     |       |

13. Товарищеский матч
| Москва   | 4:0 | Харьков (II) |
| -------- | --- | ------------ |
| - Исаков |     |              |

| Москва: Леонов - Ал.Старостин, П.Попов - Пчеликов, А.Коротков, С.Егоров - Н.Старостин, В.Блинков, Исаков, Леута (Гуров), Холин Харьков (II): Аничкин - Бобрышев, Пономаренко - Шведов, Сергиенко, Ус - Костиков, Лесной, Паровышников, Бем, Иванов |

14. Товарищеский матч
| Москва (МГСПС) | 2:3 | «Пищевики» (сборная) |
| -------------- | --- | -------------------- |
|                |     |                      |

| Москва: Соболев - Н.Родионов, Воронов - И.И.Филиппов, Якушин, Н.Павлов - Панин, В.Зайцев, И.Кудрявцев, Игумнов, Лазарев «Пищевики» (сборная): И.Филиппов - Ал.Старостин, ... - С.Егоров, Ан.Старостин, Литвейко - Н.Старостин, П.Артемьев, Исаков, ..., Кривоносов |

15. Товарищеский матч
| Москва | 2:6 | «Динамо» (сборная) |
| ------ | --- | ------------------ |
|        |     | - С.Иванов         |

| Москва: Леонов - Ал.Старостин, В.Лапшин - С.Егоров, Леута, Литвейко - Н.Старостин, В.Зайцев, Исаков, Кривоносов, Холин «Динамо»: Н.Соколов - Кладько, К.Фомин - ..., ..., ... - Малхасов, ..., С.Иванов, ..., Вал.Прокофьев (Печеный) |

16. Товарищеский матч
| Москва                     | 4:2 | Хельсинки «раб» |
| -------------------------- | --- | --------------- |
| - С.Иванов - Вал.Прокофьев |     |                 |

17. Товарищеский матч
| Москва (II) | 3:0 | Хельсинки «раб» |
| ----------- | --- | --------------- |
|             |     |                 |

| Москва (II): Гранаткин - В.Потапов, Н.Родионов - К.Потапов, Хайдин, Генералов - Тихомиров, Зайцев, Щавелев, Суханов, Лазарев «раб»: Хальме - ... В.Лехто, К.Лехто, Форстен, Оксанен, Рантанен, Терман, Нистрем ... |

18. Товарищеский матч
| Москва (II)                    | 4:1 | Коломна   |
| ------------------------------ | --- | --------- |
| - Щавелев 28′ - Соколов (авт.) |     | - Гвоздев |

| Москва (II): Гранаткин - В.Потапов, Н.Родионов - К.Потапов, Хайдин, Генералов - Тихомиров, Зайцев, Щавелев, Суханов, Лазарев Коломна: ... Брусникин, Носов, Филаретов, Соколов, Гвоздев ... |

19. Товарищеский матч
| Москва (II) | 0:0 | Николаев |
| ----------- | --- | -------- |
|             |     |          |

20. Товарищеский матч
| Москва    | 1:1 | Ленинград (II) |
| --------- | --- | -------------- |
| - С.Ильин |     | - Д.Родионов   |

21. Международный матч
| Москва (молодежная)                        | 4:0 | Западная Германия («раб») |
| ------------------------------------------ | --- | ------------------------- |
| - Кривоносов - В.Смирнов - С.Ильин - Панин |     |                           |

| Москва: Холмогоров - А.Поляков, М.Соколов - Ан.Старостин, А.Коротков, И.И.Филиппов - Панин, В.Смирнов, Кривоносов, Гуров, С.Ильин Западная Германия: Циглер - Беккер, Буш - Петерс, Торгерхоф, Термат I - Шопс, Хагенег, Граф, Дайхман, Термат II |

22. Международный матч
| Москва (молодежная) | 6:0 | «Юре» Выборг («раб») |
| ------------------- | --- | -------------------- |
|                     |     |                      |

| Москва: Холмогоров - А.Поляков, М.Соколов - Ан.Старостин, А.Коротков, И.И.Филиппов - Панин, В.Смирнов, Кривоносов, Гуров, С.Ильин |

23. Международный матч
| Москва (молодежная) | 0:3 | Финляндия («раб»)                         |
| ------------------- | --- | ----------------------------------------- |
|                     |     | - 45′ Терман - 67′ Тейпале - 80′ Гренлунд |

| Москва: Холмогоров - М.Соколов, Тетерин - Ан.Старостин, А.Коротков, И.И.Филиппов - Панин, В.Смирнов, Кривоносов, Гуров, С.Ильин Финляндия: Хальме - Лескинен, В.Лехто - Альо, Форстен , К.Лехто - Тайпале, Спити, Гренлунд, Фри, Терман |

24. Товарищеский матч
| Москва (Военвед) | 4:2 | Москва (МОСПС) |
| ---------------- | --- | -------------- |
|                  |     |                |

| Москва: В.Матвеев - Пчеликов, К.Фомин - Ленчиков, Стрепихеев, Никишин - Ганшин, П.Савостьянов, С.Иванов, Павлов, Вал.Прокофьев Москва: И.М.Филиппов - Ал.Старостин, Рущинский - В.Дубинин, Елисеев, Леута - Вик.Прокофьев, П.Артемьев, В.Соколов, В.Блинков, Шапошников |

25. Традиционный матч «чемпион - сборная турнира» Чемпионата Москвы 1929 (осень) года
| Москва          | 1:0 | «Трёхгорка» |
| --------------- | --- | ----------- |
| - Помогаев ~70′ |     |             |

| Москва: И.М.Филиппов - Ал.Старостин, К.Фомин - Помогаев, Селин, Леута - Н.Старостин, П.Артемьев, Кривоносов, В.Блинков, С.Ильин «Трёхгорка»: Леонов - Рущинский, В.Лапшин - В.Дубинин, Елисеев, Левин - Якушев, В.Смирнов, Мельников, И.И.Филиппов, Сушков |

26. Международный матч
| Москва | 1:0 | Западная Германия («раб») |
| ------ | --- | ------------------------- |
|        |     |                           |

27. Международный матч
| Москва                                          | 6:1 | Дания («раб») |
| ----------------------------------------------- | --- | ------------- |
| - Н.Старостин - П.Артемьев - В.Блинков - Исаков |     |               |

| Москва: И.Филиппов - Ал.Старостин, Леута - В.Дубинин, Селин, Никишин - Н.Старостин, П.Артемьев, Исаков, В.Блинков, С.Ильин |